# Florianuspoort

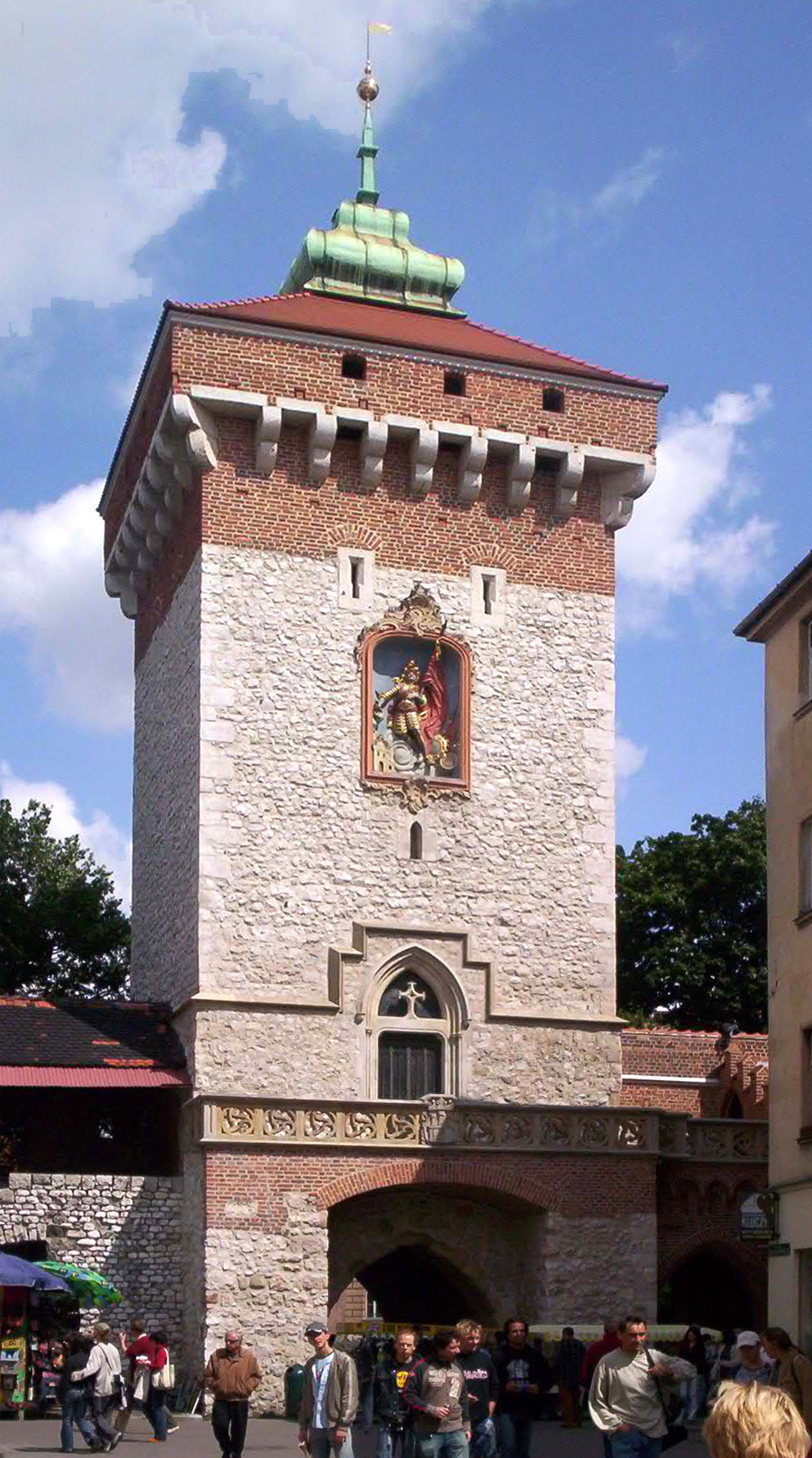
Brama Floriańska

De Florianuspoort (Pools: Brama Floriańska of Brama świętego Floriana) is een middeleeuwse poort met gotische verdedigingstoren in Krakau.

## Beschrijving

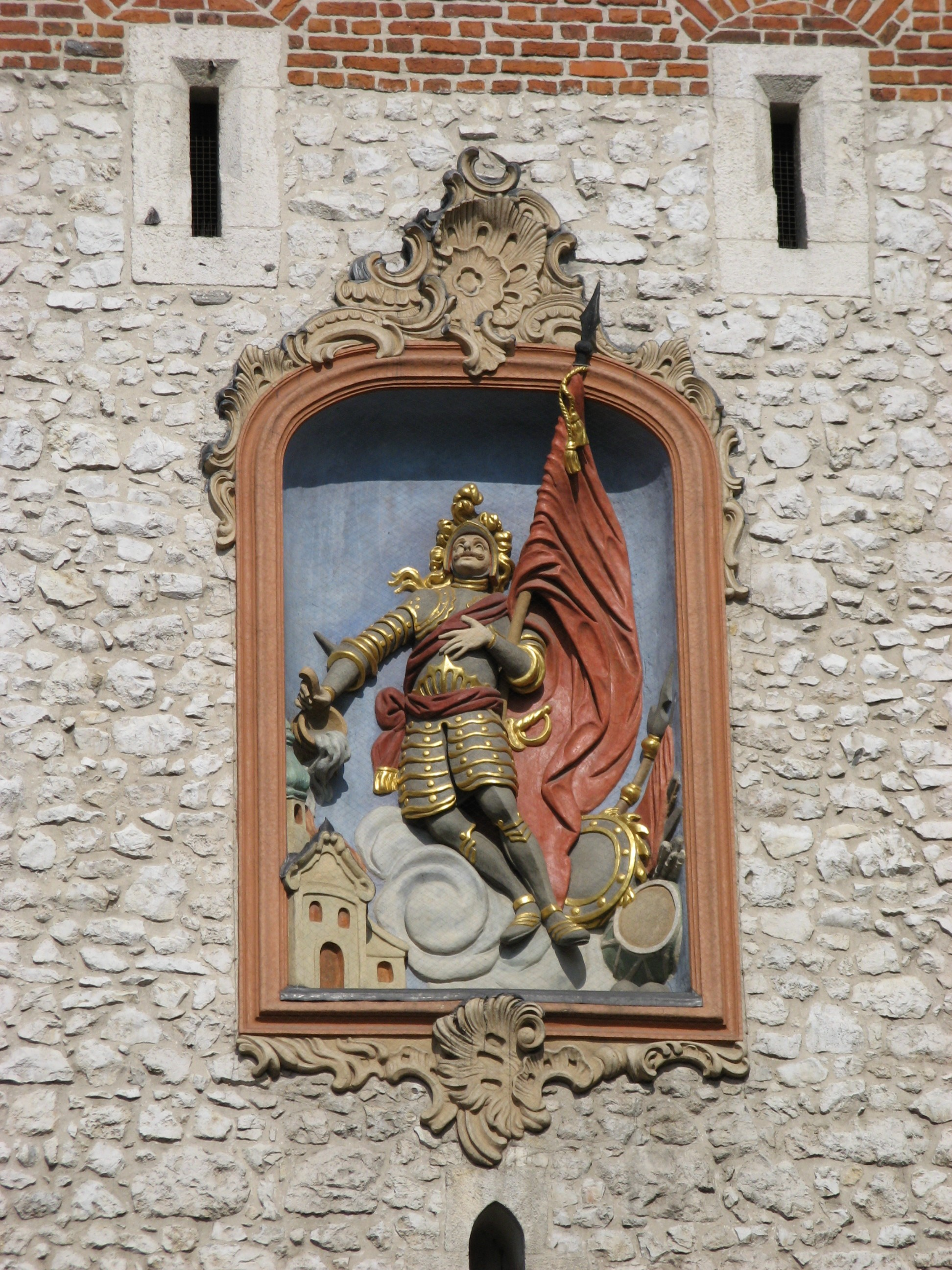
De afbeelding van Florianus

De poort verbindt ulica Floriańska met Barbakan in het noordelijkste deel van de historisch centrum van Krakau en is onderdeel van het enige stukje overgebleven stadsmuur van Krakau. De poort is onderdeel van de Koninklijke Route.
De toren is 33,5 meter hoog, een helm uit 1660, gerenoveerd in 1694, voegt daar een meter aan toe. De toren bevat een afbeelding uit 1882 van een wapen met een adelaar naar een ontwerp van Jan Matejko. Op de zuidelijke zijde bevindt zich een bas-reliëf van Florianus van Lorch.
Langs het stuk overgebleven stadsmuur worden schilderijen verkocht.

## Geschiedenis
In de 13e en 14e eeuw richtte Krakau verdedigingsmuren op na Ottomaanse aanvallen. Brama Floriańska, waarvan de oudste geschreven vermelding uit 1307 komt, was een van de acht stadspoorten. De oudste delen van het huidige gebouw stammen uit de 13e en 14e eeuw. In de nabijheid werd in 1565 Arsenał Miejski gebouwd, het arsenaal van de stad en tegenwoordig onderdeel van het Nationaal Museum. In 1694 werd de poort grondig gerenoveerd. In het begin van de 19e eeuw werd een voorstel ingediend om de stadsmuur af te breken. De professor, architect en senator van de Vrije Stad Krakau Feliks Radwański bepleitte het behoud. Uiteindelijk bleven Barbakan, de Florianuspoort en het stuk stadsmuur ten oosten ervan met twee gotische torens behouden. De rest van de muur werd vervangen door het park Planty. In het begin van de 20e eeuw werd de toren bedreigd door een plan tot aanleg van een tramlijn. De poort is een monument sinds 1932 en als onderdeel van Krakaus Oude Stad tevens werelderfgoed.